# Stugeta marmorea
Stugeta marmorea är en fjärilsart som beskrevs av Butler 1866. Stugeta marmorea ingår i släktet Stugeta och familjen juvelvingar. Inga underarter finns listade i Catalogue of Life.